# اوارو
اوارو (به ایتالیایی: Ovaro) یک کومونه در ایتالیا است که در استان اودینه واقع شده‌است.

## خصوصیات
اوارو ۵۷٫۸ کیلومترمربع مساحت و ۲٬۱۶۶ نفر جمعیت دارد و ۵۲۵ متر بالاتر از سطح دریا واقع شده‌است.